# Caral
La Ciudad Sagrada de Caral-Supe o simplemente Caral, es un sitio arqueológico donde se hallan los restos de la principal ciudad de la civilización caral. Se encuentra en el valle de Supe, cerca del poblado actual de Caral, 182 kilómetros al norte de Lima (Perú), a 23 km del litoral y a 350 m s. n. m. Se le atribuye una antigüedad de 5000 años y es considerada la ciudad más antigua de América y una de las más antiguas del mundo, pues no se ha encontrado hasta ahora en dicho continente otro sitio más antiguo con semejante diversidad de edificios monumentales, con distintas funciones ceremoniales y administrativas. Ha sido declarada Patrimonio Cultural de la Humanidad por la Unesco.
La cultura caral se desarrolló entre 3000 y 1800  a. C. (Arcaico Tardío y Formativo Inferior) es decir, fue contemporánea de otras civilizaciones primigenias como las de Egipto, India, Sumeria, China, pero a diferencia de ellas (que intercambiaron sus logros), se desarrolló en completo aislamiento. En América, es la más antigua de las civilizaciones prehispánicas, superando en 1500 años a la civilización olmeca, otro importante foco civilizatorio situado en Mesoamérica.
Estrechamente relacionada con la ciudad de Caral se hallaba Áspero o El Áspero, situado en el litoral cercano a la desembocadura del río Supe, y que, según todos los indicios, fue su ciudad pesquera. Allí es donde se han hallado restos de sacrificios humanos (dos niños y un neonato), y más recientemente (2016), de una mujer, que presumiblemente perteneció a la elite local de hace 4500 años. Otros sitios situados en el valle de Supe y que formaban parte del núcleo de la civilización caral son Miraya, Lurihuasi, Chupacigarro, Allpacoto, entre otros.

## Ubicación

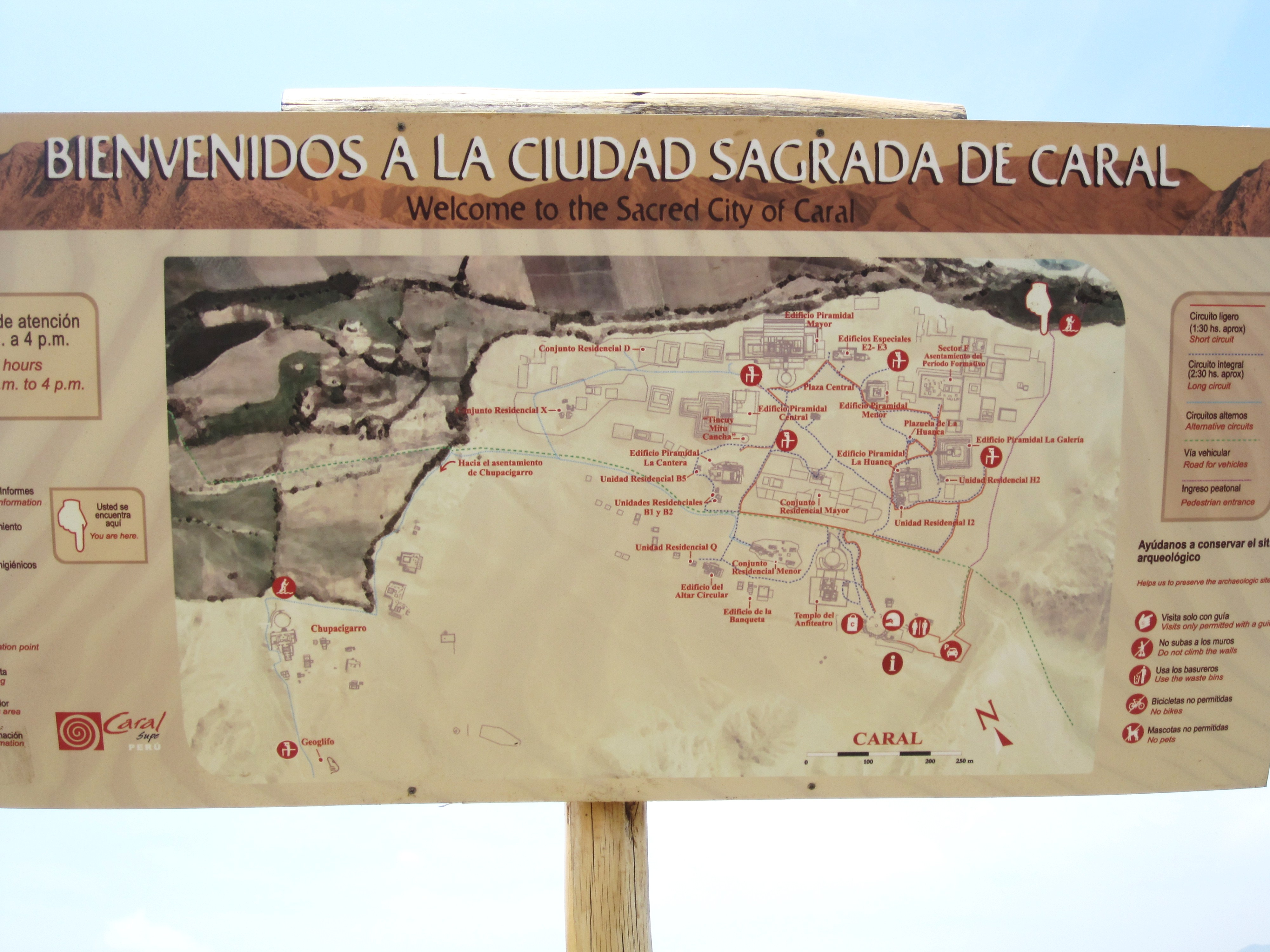
Bienvenidos a Caral, Perú

Se halla situado en el distrito de Supe de la provincia de Barranca del departamento de Lima, a 184 km al norte de Lima Metropolitana, y a 23 km de la costa del Océano Pacífico, en un espacio geográfico conocido como el Norte Chico. Para llegar al sitio arqueológico se debe tomar un desvío a la altura del km 184 de la Panamericana Norte, vía que se despliega por la margen derecha del río Supe; al llegar al centro poblado de Caral se debe seguir el desvío hacia el parador turístico, hasta el puente peatonal. Desde ahí se debe caminar aproximadamente 20 minutos hasta el Centro de Recepción.

## Medio geográfico
Caral es el más imponente de todos los asentamientos urbanos del Formativo Inferior situados en el valle medio inferior de Supe. Dichos asentamientos son ocho en total: Pueblo Nuevo, Cerro Colorado, Allpacoto y Llapta (en la margen derecha) y Lurihuasi, Miraya, Chupacigarro y la misma Caral (en la margen izquierda). La zona se encuentra encerrada por la configuración de la cordillera: hacia el oeste los cerros de ambos lados del valle se cierran formando una garganta; lo mismo ocurre hacia el este. En total son 10 km de largo que conforman una sección de valle fértil, bien definido y de fácil control.
Si hablamos de todo el espacio geográfico del valle de Supe (zona del litoral y valle medio y bajo), existen en total 20 asentamientos, pero los que muestran mayor extensión, complejidad y monumentalidad arquitectónica son los 8 mencionados anteriormente, entre los que destaca nítidamente Caral, que indudablemente habría tenido un rango preeminente entre todas.
Las unidades geológicas expuestas en la zona están conformadas principalmente por rocas intrusivas del Batolito de la Costa y rocas volcánicas del Grupo Casma, ambas de edad cretácica. Los depósitos cuaternarios se han desarrollado sobre las rocas, destacando los fluviales, aluviales, lacustres y eólicos

## Etimología
En los años iniciales del siglo XXI, el lingüista huachano Alfredo Torero publicó que el idioma quechua habría tenido su origen en los valles de Supe, Fortaleza y Pativilca. Esta afirmación la hizo después de estudiar la toponimia (nombres de los lugares) de los tres valles. Caral, nombre del centro poblado cercano al sitio arqueológico, aparece mencionado en los procesos de idolatrías del siglo XVII en Cajatambo. Es posible que Caral sea un nombre quechua. Sobre su significado no hay acuerdo, aunque algunos lingüistas han propuesto que significa "fibra" o "junco". O en todo caso habría sido una voz protoquechua.

## Descubrimiento arqueológico
En 1905, Max Uhle investigó Áspero, un asentamiento precerámico situado en el litoral del valle de Supe, a 23 km de Caral. Julio C. Tello exploró el mismo lugar en 1937.[cita requerida] No hay evidencias de que  se adentraran en el valle de Supe y, por lo tanto, que llegaran a conocer Caral.
El primero que llamó la atención sobre Caral fue el viajero estadounidense Paul Kosok, que visitó el lugar juntamente con su compatriota, el arqueólogo Richard Schaedel, en 1949. En su informe, publicado en el libro Life, Land and Water in Ancient Peru, en 1965, mencionó que Chupacigarro, como se conocía a Caral entonces, debía ser muy antiguo, aunque no pudo precisar su antigüedad. También contiene una impresionante fotografía aérea de un sector de la ahora llamada Ciudad Sagrada de Caral.
En 1975, el arquitecto peruano Carlos Williams hizo un detallado registro de la mayoría de los sitios arqueológicos del valle de Supe, entre los cuales registró a Chupacigarro Grande (denominación con la que entonces se conocía al actual sitio arqueológico de Caral), a partir del cual hizo algunas observaciones sobre el desarrollo de la arquitectura en los Andes. Lo presentó primeramente en el artículo «Arquitectura y urbanismo en el Antiguo Perú», publicado en 1983 en el tomo VIII de la serie Historia del Perú, de la editorial Juan Mejía Baca. Y, después, en el artículo «A Scheme for the Early Monumental Architecture of the Central Coast of Peru», escrito en 1985 en el libro Early Ceremonial Architecture in the Andes.
En 1979, el arqueólogo suizo Frederic Engel visitó el lugar, y excavó y levantó un plano del mismo. En su libro De las begonias al maíz, publicado en 1987,  afirmó que Chupacigarro Grande (Caral) pudo haber sido construido antes de la aparición de la cerámica en los Andes (1800 a. C.).  Sin embargo, los arqueólogos andinos asumieron que el asentamiento era «acerámico», es decir, que había sido construido por una población que no utilizaba la cerámica, aunque ya se conocía en otros lugares de los Andes.
En 1994, Ruth Shady recorrió nuevamente el valle de Supe y reidentificó dieciocho sitios con las mismas características arquitectónicas, entre los cuales se encontraban los cuatro conocidos como Chupacigarro Grande, Chupacigarro Chico, Chupacigarro Centro y Chupacigarro Oeste. Para diferenciarlos, Shady los denominó, Caral, Chupacigarro, Miraya y Lurihuasi. Caral, Miraya y Lurihuasi son los nombres quechua de los poblados más cercanos a los sitios. Chupacigarro es el nombre español de un ave del lugar.
El equipo dirigido por Shady excavó en Caral a partir de 1996. Shady presentó sus datos por primera vez en 1997, en el libro La ciudad sagrada de Caral-Supe en los albores de la civilización en el Perú. En ese tratado sustentó abiertamente la antigüedad precerámica de Caral, afirmación que consolidó de manera irrefutable en los años siguientes, a través de excavaciones intensivas en el lugar.
El Proyecto Especial Arqueológico Caral-Supe está a cargo de los trabajos de investigación y restauración en Caral, así como de los asentamientos coetáneos del valle de Supe (Áspero, Chupacigarro, Miraya, Lurihuasi y Allpacoto) y del valle de Huaura (Vichama).

## Antigüedad

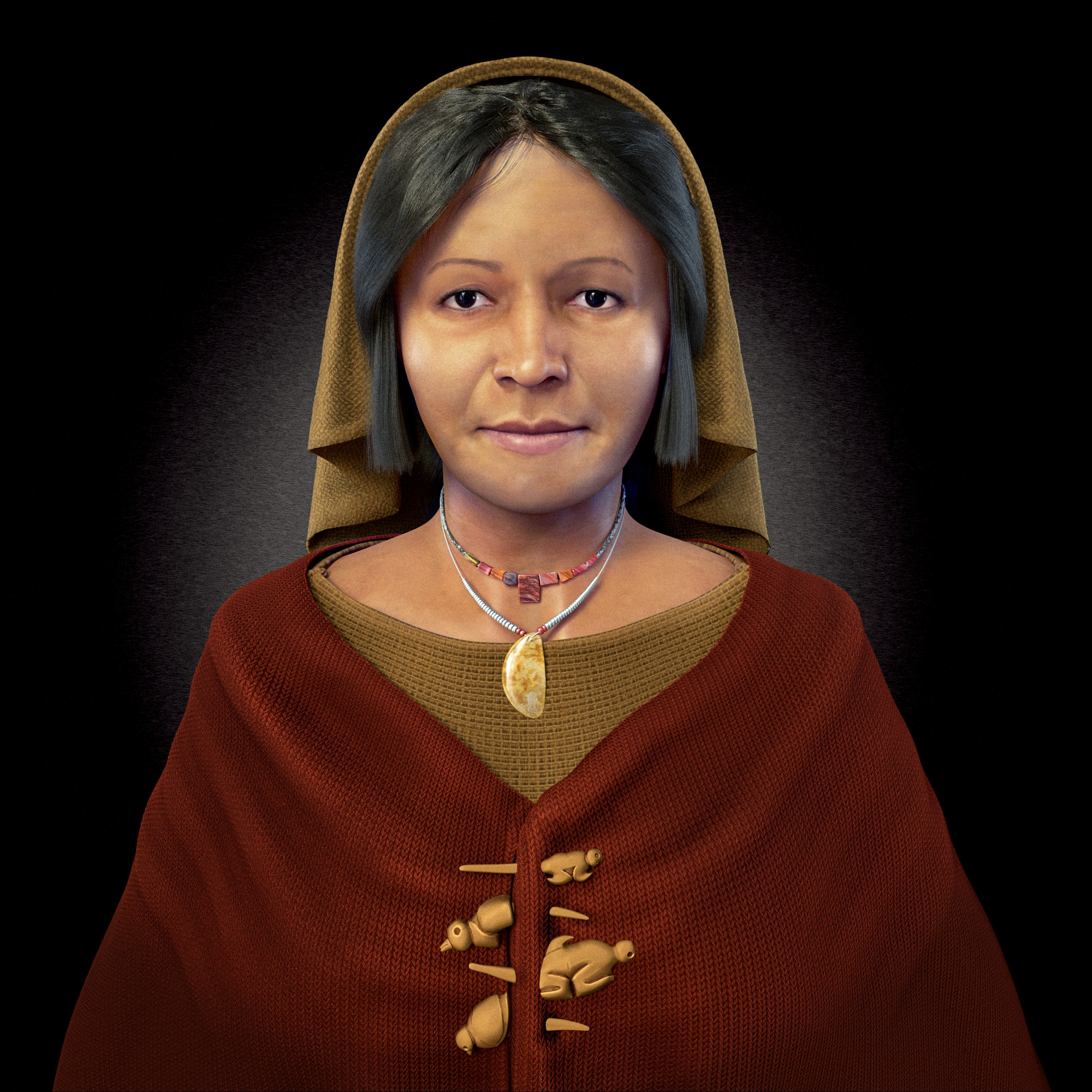
Reconstrucción facial de la Dama de los cuatro tupus.

Se ha confirmado la antigüedad de Caral a través de 146 fechados radiocarbónicos realizados en los Estados Unidos. Según estos, Caral tiene una antigüedad de 5000 años aproximadamente (alrededor del 3000 a. C.), cuando en el resto de América el desarrollo urbano comenzó 1500 años después (por ejemplo, Monte Albán, en Mesoamérica).
El hallazgo de Caral cambió así los esquemas que hasta entonces se tenían sobre el surgimiento de las antiguas civilizaciones en el Perú y la América en general. Anteriormente, se consideraba a Chavín de Huántar como el foco cultural de más vieja data en el Perú, con un máximo de 3200 años de antigüedad (1200 a. C.).

## Períodos
La construcción de Caral se desarrolló a través de un largo período de casi mil años, en las que se sucedieron una serie de remodelaciones y superposiciones. 
Los arqueólogos han detectado seis fases en dicho proceso:
- Inicio (hacia el 5000 a. C.)
- Primeras construcciones de mayor tamaño (3000-2600 a. C.).
- Una remodelación general y anexión de las plazas circulares (2600-2300 a. C.).
- Período tardío en el que se ampliaron los edificios públicos (2300-2200 a. C.).
- Pérdida de su importancia (2200-2100 a. C.), al mismo tiempo que crece otro asentamiento en el valle bajo, llamado Era de Pando, de mayor tamaño que Caral.
- Se abandona paulatinamente Caral y se procede a enterrar sus edificios (2100-1800 a. C.).

Se desconocen las causas del fin de Caral. Posiblemente, el sitio sufrió los estragos de eventos naturales, como terremotos y el fenómeno de El Niño, todos los cuales crearon las condiciones para su abandono.

## Ciudad sagrada

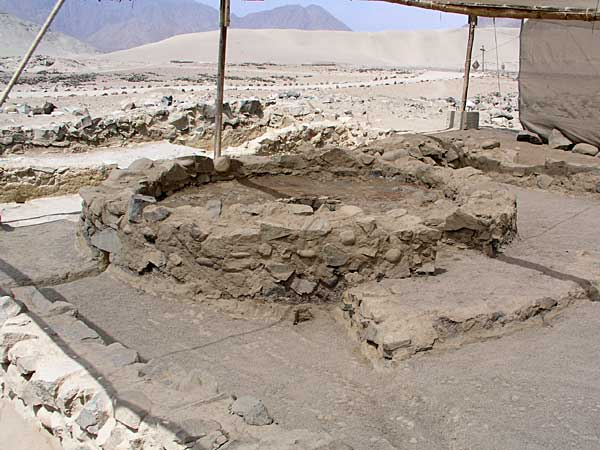
El Altar del Fuego Sagrado, en Caral.

Los estudiosos lo han definido como «ciudad» debido a su organización y a la extensión y diversidad de edificios. Efectivamente, consta de un conjunto de edificios monumentales diversos, con distintas funciones ceremoniales y administrativas, y en donde se desarrollaron innovaciones arquitectónicas y tecnológicas importantes. Cronológicamente, es el asentamiento más antiguo de América que presenta dichas características, y por ello se lo considera como la primera ciudad de América.
Se la ha llamado también ciudad sagrada, ya que todo lo que se ha excavado en la ciudad está impregnado de religiosidad.
Hay muchos fogones para ofrendas, en los que se cocinaban alimentos o se quemaban otros objetos como ofrendas, así como señales de posibles rituales en cada lugar, no solamente en las áreas de espacio público o en los templos sino incluso en las viviendas. Todo lo cual indica que fue en esa época en que por primera vez las sociedades peruanas tuvieron un gobierno central, en donde se estableció el estado y se utilizó la religión como medio de afirmación.

## Descripción
Caral ocupa una extensión de 66 hectáreas, divididas en dos zonas, una central y la otra periférica.
- La zona central o nuclear, es el sector se extienden 32 estructuras públicas y varios conjuntos residenciales, que se distribuyen en dos mitades: 
  - La mitad alta (Caral Alto), norte, que tiene construcciones públicas y residenciales más grandes de la ciudad: siete edificios monumentales (pirámides), dos plazas circulares hundidas (frente a sendas pirámides), dos espacios de congregación colectiva (Plaza Central y Plazuela de la Huanca), unidades residenciales de los funcionarios, así como un extenso conjunto residencial de especialistas y servidores.
  - La mitad baja (Caral Bajo), al sur, que tiene edificios de menores dimensiones, como el complejo arquitectónico del Anfiteatro, el edificio del Altar Circular y un conjunto residencial, también de menor extensión.
- La zona periférica o marginal, contiene conjuntos de viviendas distribuidos a modo de islotes, colindando con el valle.

Cabe señalar que las construcciones residenciales no eran solo viviendas domésticas sino también talleres de trabajo.

### Edificios públicos piramidales

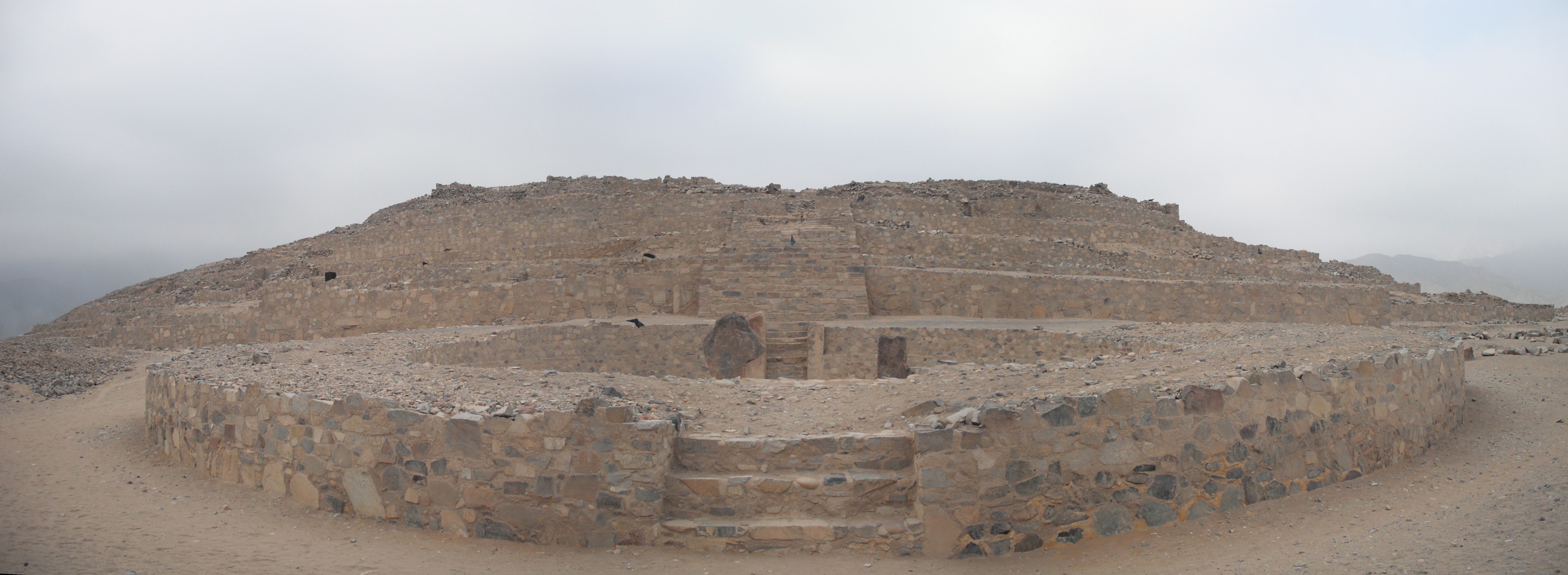
Una pirámide de Caral, con su plazuela circular.

Las pirámides son de diverso tamaño. Las paredes de la estructura piramidal estaban enlucidas con barro y pintadas de blanco o amarillo claro, y, ocasionalmente, de rojo. Una escalera central conducía hacia la parte superior, donde se hallaban varios cuartos. En el cuarto principal había plataformas bajas ubicadas en dos o tres de sus lados, y en el centro, un fogón compuesto por un hoyo en el suelo, recubierto con barro.

#### Caral Alto
- Edificio Piramidal Mayor o Pirámide Mayor (Sector E), es el de mayor volumen y extensión. Mide 150 metros de largo, 110 metros de ancho y 28 metros de alto. Domina la plaza central urbana, un extenso espacio donde se cree se realizaban las ferias. Por su ubicación y tamaño se supone que debió ser el principal edificio de Caral. Forma parte de un conjunto que se complementa con una plaza circular hundida y una imponente estructura de plataformas escalonadas. Es la estructura emblemática de la ciudad de Caral y la que suele mostrarse mayormente en las representaciones fotográficas.
- Edificio Piramidal La Cantera (Sector B), llamado así por estar construido en un promontorio rocoso usado anteriormente como cantera. En su cima tiene un altar circular, con un enorme fogón y con conductos subterráneos.
- Edificio Piramidal Menor (Sector G), cuya escalera principal estaba situada originalmente en el lado norte; luego fue cambiada hacia el lado oeste.
- Edificio Piramidal Central (Sector C), el segundo en dimensión, con una altura de 18 metros. Está situado al oeste de la plaza central. Anexa a ella se ha desenterrado una plaza ritual.
- Edificio Piramidal La Galería (Sector H), el tercero en dimensión, situada en el extremo este de la ciudad. En su cima hay una galería subterránea.
- Edificio de la Banqueta (Sector N), es un templo de menores dimensiones, con evidencia de varios periodos de cambio.
- Edificios Especiales (Subsector E2-E3), conformado por dos edificios piramidales, originalmente diferenciados, pero que posteriormente fueron convertidos en uno solo.
- Edificio Piramidal La Huanca (Sector I), al frente de cuya fachada está un monolito hincado en el suelo, al que se denomina La Huanca, el cual tiene 2.15 m de alto

#### Caral Bajo

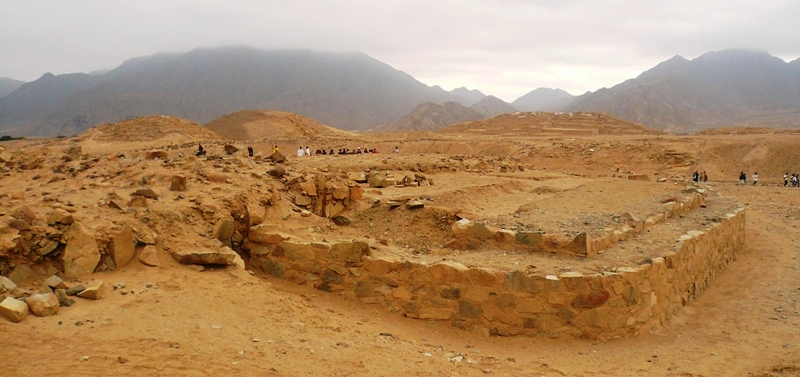
Restos de Caral.

- Templo del Anfiteatro (Sector L), es un complejo amurallado, con una plaza circular hundida en forma de anfiteatro, que es la de mayor tamaño de la ciudad, con 29 m de diámetro. Es la estructura más imponente de la mitad baja de Caral y la más conocida de todo el asentamiento después de la Pirámide Mayor.
- Edificio del Altar Circular (Sector P), donde destaca un altar circular con fogón y sus conductos subterráneos.

### Viviendas
La ciudad consta de varios sectores residenciales, que se dividen en conjuntos residenciales multifuncionales y en las residencias de los funcionarios anexas a los edificios públicos.

#### Conjuntos residenciales multifuncionales
Conformada por numerosas viviendas agrupadas en subconjuntos y separadas entre sí.
- Conjunto Residencial Mayor (Sector A), en Caral Alto.
- Conjunto Residencial Menor (Sector NN2), en Caral Bajo.
- Sector Residencial de la Periferia (Sector X), en la periferia.
- Subconjunto Residencial D1 (Sector D), en la periferia.

#### Residencias de los funcionarios de los edificios públicos
Se hallan anexas a los edificios públicos. Se cree que fueron ocupados por los funcionarios que administraban dichos edificios.
- Unidad Residencial B1 (Caral Alto), anexo a la Pirámide de la Cantera.
- Conjunto Residencial de Élite I2 (Caral Alto), anexo a la Pirámide de la Huanca.
- Unidad Residencial B2 (Caral Alto), anexo a la Pirámide de la Cantera.
- Sector Residencial H2 (Caral Alto), anexo a la Pirámide de la Galería.
- Unidad Residencial B5 (Caral Alto), anexo a la Pirámide de la Cantera.
- Unidad Residencial Q1 (Caral Bajo), anexo a la Pirámide del Altar Circular.

## Población
Los cálculos más conservadores estiman que la ciudad sagrada de Caral albergó de 1000 a 3000 habitantes. Se ha determinado que existía una gran diferenciación social, es decir, la población se dividía en clases sociales, cada una de las cuales cumplían determinadas funciones y estaban organizadas de manera jerárquica. Unos grupos se encargaban de la planificación y la toma de decisiones (gobernantes y sacerdotes), y otros de las tareas manuales, como la pesca, la construcción, la agricultura, etc.
En Caral «la obra arquitectónica en la ciudad y en el campo y los materiales asociados evidencian una organización social compleja en tres estratos jerarquizados, la población mayoritaria,...los especialistas,...y las autoridades conductoras de lo terrenal y lo espiritual en el centro urbano.»

## Otras manifestaciones culturales

### Estatuillas de arcilla
En general se considera a Caral como una cultura precerámica, es decir, que no desarrolló la técnica alfarera (esto es, piezas modeladas en arcilla y cocidas al fuego). Para Ruth Shady, los caralinos no necesitaban de cerámica pues contaban con mates de calabaza, cucharas de madera y platos tallados en piedra, por lo que, según ella, debería ser calificada más bien como cultura acerámica. Aunque si modelaban pequeños ídolos antropomorfos en arcilla, dejándolos secar al sol. Estas estatuillas, que representan figuras masculinas y femeninas, se han encontrado fragmentadas y formarían parte de rituales relacionados con la renovación de los edificios y el culto de la fertilidad. A base de estas representaciones se puede inferir la vestimenta, el tocado y el peinado de los habitantes de Caral.

### Quipus
En la pirámide La Galería se halló un resto textil que ha sido interpretado como un quipu, el conjunto de hilos con nudos que los incas utilizaban como instrumento nemotécnico (es decir, como medio de conservación de información estadística o mensajes para comunicarse). Sería pues, el más antiguo quipu hallado en el Perú y evidenciaría la antigüedad milenaria de su uso. Como para corroborar el uso del quipu en Caral, se descubrieron representaciones pictóricas de dichos objetos sobre tres bloques líticos de las plataformas de la pirámide Menor de Caral.

### Shicras

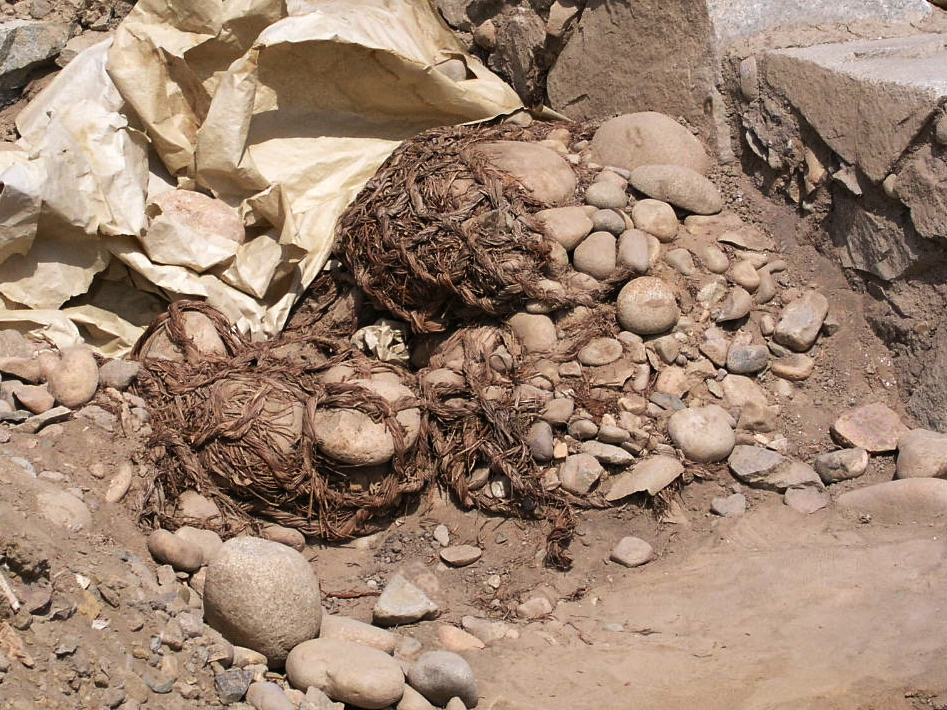
Restos de shicras en Caral.

Los constructores de Caral usaban la técnica de shicras, bolsas hechas con fibras vegetales y llenas de bloques de piedra, con las que rellenaban las plataformas de los templos, colocándolos ligeramente separadas. De esa manera lograban estabilidad en las estructuras. Al ocurrir un fuerte sismo o terremoto, ese núcleo de shicras que hacía de base del edificio se movía con la vibración, pero de manera limitada, pues las piedras eran contenidas en las bolsas. Luego, las shicras se reacomodaban encontrando un nuevo punto de estabilidad. La shicras tenían pues, una función antisísmica.

### Música
Se descubrieron tres conjuntos musicales conformados por instrumentos de viento:
- Un conjunto de 38 cornetas, hecho de huesos de huanaco y venado.
- Un conjunto de 32 flautas traversas, de huesos de cóndor y pelícano, con diseños zoomorfos.
- Un conjunto de 4 antaras (flauta de pan), de carrizo e hilos de algodón.

### Tejidos de algodón
La importancia que alcanzó la textilería se evidencia por el hallazgo de cantidad de semillas y motas de algodón. Este era de diversas tonalidades naturales: pardo, marrón, crema y beige. Con las fibras de este producto se tejían los vestidos, que eran piezas llanas, sin decoración. Se empleaba la técnica del entrelazado y el torzal. También elaboraron calzado, bolsas, sogas, redes de pescar, cordeles, etc. Conjuntamente con la fibra de algodón se usaron las de otros vegetales, como totora, junco, cabuya, etc.

### Astronomía

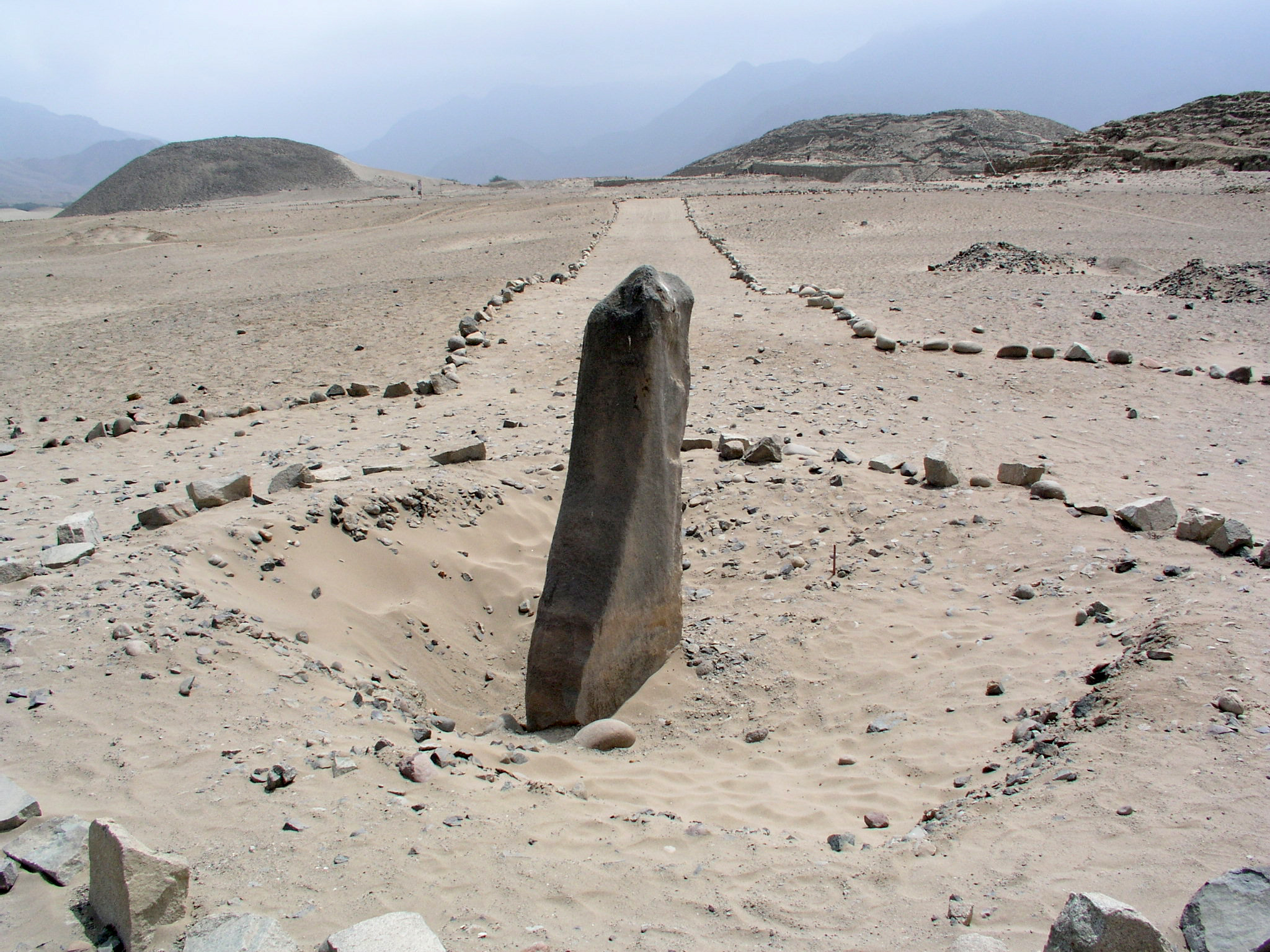
Piedra o huanca en Caral.

Se han encontrado evidencias de que los hombres de Caral contaban con conocimientos de astronomía, que aplicaban en la elaboración del calendario, relacionado con la celebración de festividades y otras actividades económicas, religiosas y cívicas. Dichos conocimientos los aplicaron también en la orientación de los edificios públicos. Se han hallado, por ejemplo, geoglifos y líneas esparcidos en las planicies desérticas, al lado de piedras talladas dispersas; así como un recinto subterráneo originalmente techado, que parece ser un observatorio. Es de destacar también un monolito o huanca hincado en el suelo de una plaza pública, que habría sido un instrumento de observación astronómica.

## Cuna de la civilización andina

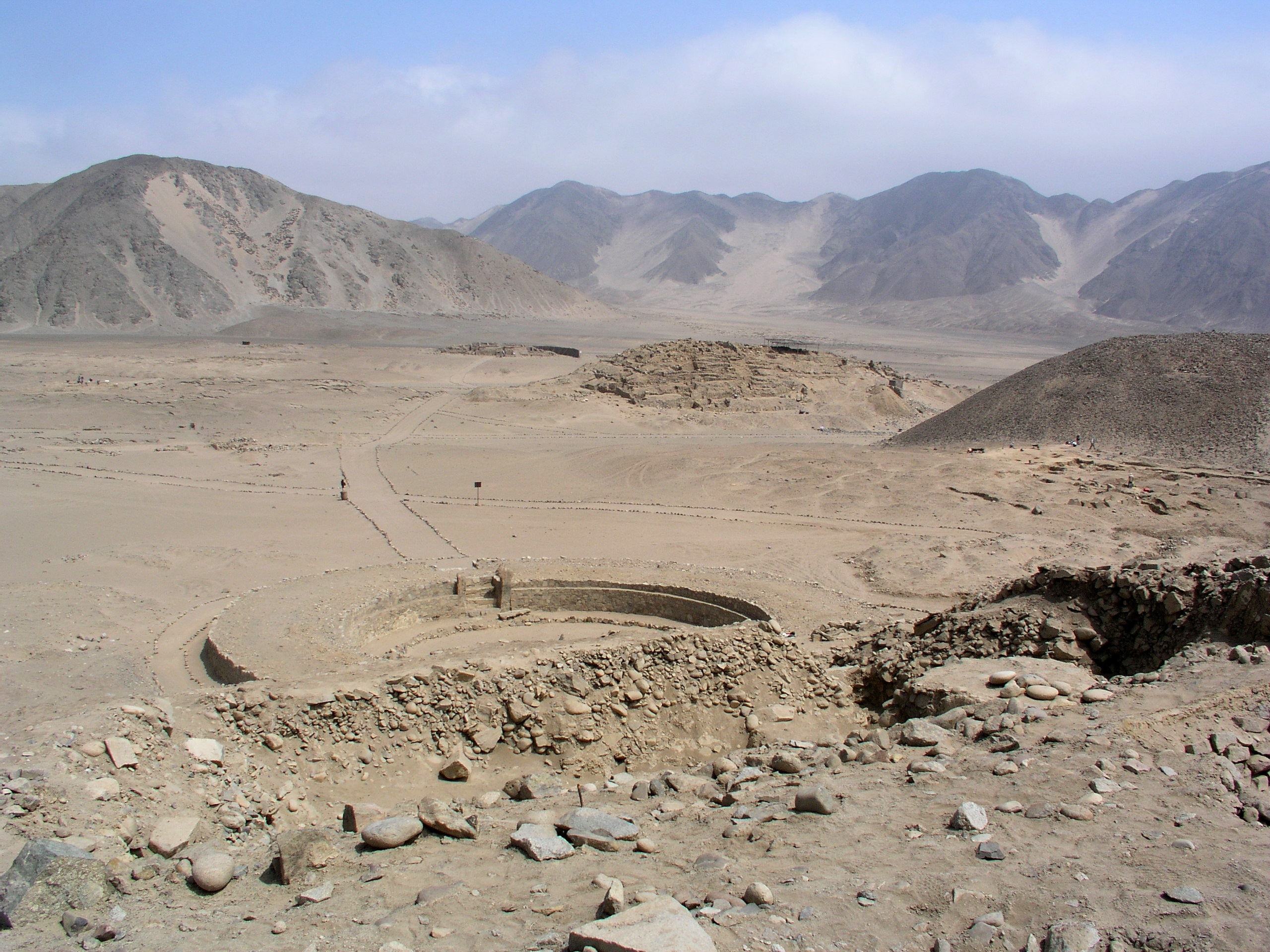
Pirámides de Caral

Los restos arqueológicos desenterrados en Caral, así como en otros asentamientos contemporáneos situados en el valle de Supe (como Áspero, Miraya, Lurihuasi y Chupacigarro) y en el valle de Huaura (como Vichama y Bandurria), demuestran que hace 5000 años nació en esa zona una civilización comparable en antigüedad a las del “Viejo Mundo”, constituyéndose a la vez en la más antigua del continente americano.
Se ha planteado que Caral fue sede de una comunidad formada por varios ayllus o grupos de familias y dirigida por los líderes de dichos ayllus, uno de los cuales sería el "principal" (Curaca) y los otros sus contrapartes. Los jefes principales o curacas serían los encargados de dirigir a los habitantes. Este sistema de gobierno se habría dado también en los otros asentamientos situados en el valle de Supe, y en otros centros situados en regiones más alejadas, como Las Haldas y Sechín Bajo (valle de Casma), Kotosh (cuenca del Huallaga), Huaricoto y La Galgada (sierra de Áncash). Todos ellos compartían una misma tradición y formarían una amplia y bien organizada red de reciprocidad e intercambio. Toda esa área, situada en la parte norcentral del actual Perú, sería pues el sitio donde se forjó la civilización andina. Aunque es necesario destacar que, de toda esa extensa zona, es el valle de Supe el que alcanzó mayor desarrollo, pues allí se han detectado unos 20 asentamientos urbanos con edificios públicos monumentales, constituyendo así en el foco de mayor densidad poblacional si se le compara con lo que registran los otros valles. Por su extensión y complejidad monumental, Caral debió ser indudablemente la cabeza de toda la red de poblaciones del valle de Supe.
Lo que mantuvo unido a la población de Caral fue presumiblemente la religión, que sería el medio de cohesión y coerción social. La religión sería el conducto a través del cual el Estado controlaba a la población, la producción de bienes y su circulación. Ello se infiere de la presencia de los grandes monumentos de carácter religioso (pirámides o templos) con sus plazas, atrios y altares del fuego sagrado o fogones, en donde se realizaban las diversas festividades del calendario ceremonial, símbolo de su identidad cultural. Las periódicas reuniones y actividades conjuntas como la renovación de las pirámides permitían el reconocimiento del poder y fortalecían la identidad cultural.
En definitiva, Caral sería la cuna de la civilización andina, pues en ella se han detectado los exponentes más antiguos de las principales instituciones de la época prehispánica, como la reciprocidad (sistema de intercambio y circulación de bienes y servicios), el calendario ceremonial (relacionado con la celebración de festividades y otras actividades económicas) o la construcción y renovación de los templos, entre las más relevantes.

## Peculiaridad de la cultura de Caral

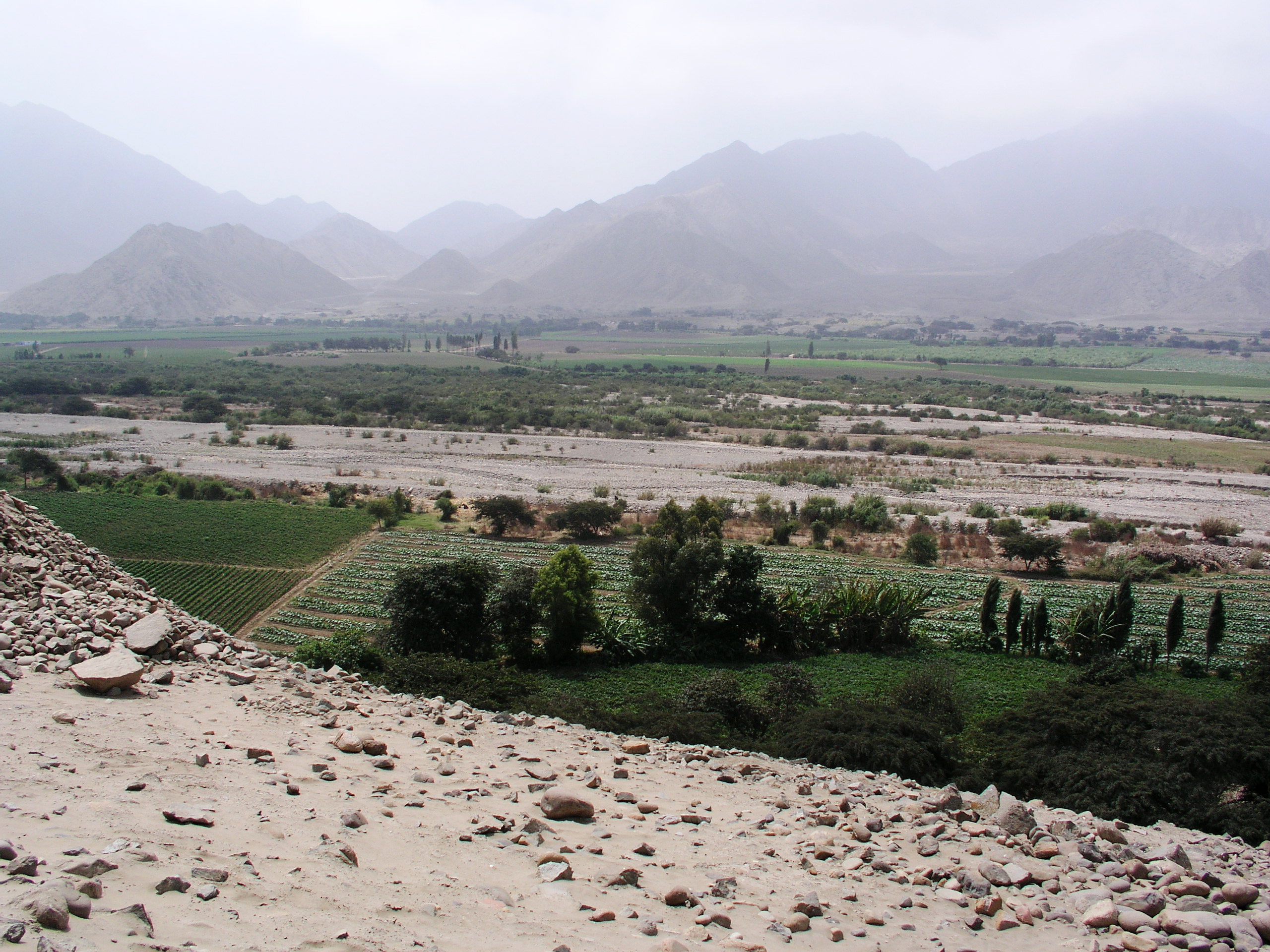
Una vista del valle de Supe, sede de la civilización caral.

A raíz de las investigaciones de los restos arqueológicos se llegó a la conclusión de que Caral ejercía como capital económica de una amplia región gracias a su trabajo de agricultura, cuyos productos intercambiaba con los pescadores de la costa u otras poblaciones. Esto se entiende al comprobar la abundancia de restos de productos marinos en Caral, estando ésta a unos 20 km de distancia de la costa más cercana.
La dominación regional por parte de Caral, a la vista de los estudios, fue ejercida de una forma completamente pacífica durante un periodo que podría ser de 500 a 1000 años, durante los cuales Caral no dejó restos de fabricación de armas, testimonios o evidencias de haber organizado un ejército o liderado una guerra sobre la que dejar constancia. Esta posibilidad ha sorprendido a investigadores de varios ámbitos que se interesaron por Caral.

## Patrimonio de la Humanidad
El perímetro de Caral fue declarado Patrimonio de la Humanidad  por el Comité del Patrimonio Mundial de la Unesco el 28 de junio de 2009 en Sevilla, con ocasión de su trigésima tercera sesión ordinaria. Se reconoció así que Caral es distinguido por su antigüedad, complejidad arquitectónica con edificios piramidales, plazas, su diseño y la extensión urbana.
Vichama
Vichama es un sitio arqueológico de la costa central del Perú, ubicado a la margen derecha del río Huaura en el distrito de Végueta, provincia de Huaura, departamento de Lima. Ubicado próximo a línea costera, a 75 m s. n. m. y con una extensión total de 136 ha, comprende varias estructuras monumentales de las que destacan las pertenecientes al período Arcaico tardío o Precerámico Tardío (3000-1800 a. C.). Su investigación y conservación se encuentra desde 2007 a cargo del Proyecto Especial Arqueológico Caral-Supe ahora zona arqueológica Caral, dirigida por la arqueóloga Ruth Shady Solís
De esta manera, Caral se añade a los otros diez sitios turísticos ya reconocidos como Patrimonio de la Humanidad en el Perú como el centro histórico de la ciudad Lima, el centro arqueológico de Machu Picchu, etc.